# Marcel Powell

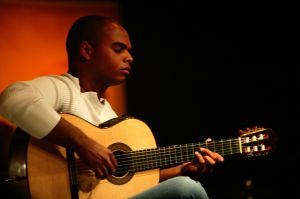
Louis Marcel Powell de Aquino

Marcel Powell, auch Louis Marcel Powell de Aquino (* 30. März 1982 in Paris), ist ein brasilianischer Gitarrist. Er ist der jüngere Sohn von Baden Powell de Aquino und der Bruder von Philippe Baden Powell. Er begann als 9-Jähriger mit dem Gitarrenspiel und ist auf 2 CDs seines berühmten Vaters zu hören.
Powell trat in Europa, Japan und Brasilien auf und arbeitete mit Künstlern wie Hamilton de Holanda und Raul de Souza zusammen.

## Diskografie
- 2016 Só Baden (Fina Flor)
- 2013 Violão, Voz e Zé Kéti (Augusto Martins e Marcel Powell)
- 2009 Marcel Powell Trio - Corda com Bala
- 2005 Marianna Leporace Canta Baden - Participação Especial
- 2005 Aperto de Mão
- 2003 Que Falta você me Faz - Participação Especial
- 2003 A Bossa de Billy Blanco - Participação Especial
- 2002 Samba Novo

mit Baden Powell
- 1997 Baden Powell Suite Afro Consolação
- 1994 Baden Powell e Filhos